# Winter Bells
〈Winter Bells〉(윈터 벨즈, 일본어: ウィンター・ベルズ 윈타 베루즈[*])는 일본 가수 쿠라키 마이의 열한 번째 CD 싱글로 2002년 1월 17일에 기자 스튜디오에서 발매됐다.
노래는 YTV NTV계 애니메이션 《명탐정 코난》 오프닝 테마 및 쇼가쿠칸 소년 선데이 전원 응모 서비스 OVA 〈명탐정 코난 16인의 용의자〉 엔딩 테마. 쿠라키 마이 첫 크리스마스 노래이지만, 발매된 것은 크리스마스가 지나서이다.
초회한정반에는 《명탐정 코난》 사양의 "Mai-K 스페셜 코난 카드"가 봉입되어있다.

## 수록곡
| #  | 제목                                             | 작사                     | 작곡                          | 편곡 | 재생 시간 |
| -- | ------------------------------------------------ | ------------------------ | ----------------------------- | ---- | --------- |
| 1. | 〈Winter Bells〉                                 | 쿠라키 마이              | 토쿠나가 아키히토             | 4:39 |           |
| 2. | 〈thankful〉                                     | 쿠라키 마이 Keith Bazzle | 카사하라 토모오 YOKO B. Stone | 4:00 |           |
| 3. | 〈always 〜Gomi's Lair Club Mix〜 (Radio Edit)〉 |                          |                               | 4:40 |           |
| 4. | 〈Winter Bells (Instrumental)〉                  |                          |                               |      |           |

| TV 애니메이션 《명탐정 코난》 여는 곡 2001년 11월 26일 (259화) ~ 2002년 3월 4일 (270화) |                              |                                                          |
| 이전 곡: 마츠하시 미키 〈destiny〉                                                      | 쿠라키 마이 〈Winter Bells〉 | 다음 곡: 아이우치 리나 〈I can't stop my love for you♥〉 |